# КК Уб
КК Уб је српски кошаркашки клуб из Уба. Клуб се такмичи у регионалној лиги, у којој наступају и млађе категорије клуба. Клуб игра своје утакмице у убској Спортској хали.

## Историја

### Оснивање
Крајем маја 1978. године на иницијативу Школске, Студентске и радничке омладине, СИЗ-физичке културе, СОФК-е и друштвено-политичких организација на Убу, основан је Кошаркашки клуб "Уб" Велика заслуга за његово Формирање припада Живадину Марковићу, професору физичког васпитања. Кренуло се са такмичењем у Лиги Међурегионалној.

### Највећи успех
Највећи успех клуба је такмичење у првој српској лиги 80-их, међутим, недостатак играча преко два метра, спречио их је да освајају боље резултате. Након прекида од 8 година, клуб се поново активира 2005. године. Око њега су се окупили сви некадашњи играчи који на било који начин помажу раду клуба и данас.

### Нови почетак
2007. године на клупу првог тима долази млади тренер Владимир Урошевић који у сезони 2009/10 остварује кроз летњу лигу пласман у Другу МР запад после 18. година а у сезони 2011/12 и пласман у Прву МР коју завршава на другом месту. КК Уб је под водством Урошевића још и првак западне Србије у конкуренцији пионира у сезони 2011. и освајач Јупром лиге у оквиру кадета сезоне 2013.